# Insiderliste
Die Insiderliste (früher: Insiderverzeichnis) ist im Wertpapierrecht eine von Emittenten - oder für Emittenten tätige Dienstleister - geführte Liste über Personen, die als Insider gelten, weil sie über Insiderinformationen verfügen oder verfügen könnten.

## Allgemeines
Diese Liste soll alle Personen erfassen, die als mögliche Insider in Frage kommen. Der verbotene Insiderhandel soll dadurch erschwert werden, dass die börsennotierten Unternehmen (Emittenten) sämtliche Personen identifizieren müssen, die über Insiderwissen verfügen oder verfügen könnten. Dazu gehören bestimmte Angestellte und auch Auftragnehmer des Unternehmens (Notare, Rechtsanwälte, Steuerberater, Unternehmensberater oder Wirtschaftsprüfer), aber auch Kreditinstitute, wenn sie im Rahmen eines Börsengangs, einer Kapitalmaßnahme oder eines Unternehmenskaufs für den Emittenten tätig werden.

## Entstehungsgeschichte
Seit dem Inkrafttreten des Anlegerschutzverbesserungsgesetzes (AnSVG) im Oktober 2004 waren die über 1000 deutschen Emittenten von Finanzinstrumenten und in deren Auftrag oder für deren Rechnung handelnden Personen (siehe § 15b WpHG a.F.) verpflichtet, ein so genanntes Insiderverzeichnis zu führen. Ferner bestand gegenüber den in das Verzeichnis Aufgenommenen eine besondere Aufklärungspflicht über die rechtlichen Pflichten, die sich aus dem Zugang zu Insiderinformationen ergaben sowie über die Rechtsfolgen von Verstößen. Der gleichzeitig neu in das Wertpapierhandelsgesetz aufgenommene Abschnitt über das Insiderverzeichnis verpflichtete die Emittenten gemäß § 15b Abs. 1 Satz 1 WpHG a.F. in Verbindung mit § 14 WpAIV ein Insiderverzeichnis vorzuhalten, das neben
- der Überschrift "Insiderverzeichnis nach § 15b WpHG",
- dem Namen der zur Führung des Verzeichnisses Verpflichteten,
- dem Namen der zur Führung beauftragten Person sowie
- dem Datum der Erstellung und Aktualisierung des Verzeichnis

auch folgende Angaben zu den aufzunehmenden Personen enthalten musste:
- Vor- und Familienname,
- Geburtsdatum,
- Geburtsort,
- Geschäftsanschrift,
- Privatanschrift,
- Grund für die Erfassung im Insiderverzeichnis und
- das Datum seit dem (bzw. seit dem nicht mehr) die Person Zugang zu Insiderinformationen hat.

Die Daten mussten laufend aktualisiert werden und auf Anfrage zugänglich gemacht werden.

## Rechtsfragen
Die Insiderliste ersetzt nunmehr seit Juli 2016 das bisherige Insiderverzeichnis. Ihre Rechtsgrundlage sind Art. 18 Marktmissbrauchsverordnung (MMVO) sowie die Durchführungsverordnung 2016/347 vom 10. März 2016. Die Insiderliste muss gemäß Art. 18 MMVO detaillierte Angaben zu allen Personen enthalten, die Zugang zu Insiderinformationen haben, wenn diese Personen für sie auf Grundlage eines Arbeitsvertrags oder anderweitig Aufgaben wahrnehmen, durch die diese Zugang zu Insiderinformationen haben, wie Berater (Steuerberater, Unternehmensberater), Buchhalter oder Ratingagenturen (Art. 18 Abs. 1 lit. a MMVO). Nicht aufzunehmen sind jene Personen, die nicht im Interesse des Emittenten zu handeln verpflichtet sind, etwa Zulieferer oder Kunden des Unternehmens. Wertpapiere, die im Freiverkehr gehandelt werden, sind von dieser Verpflichtung ausgenommen.
Unter ausdrücklicher Bezugnahme auf die MMVO wird gemäß § 119 Abs. 3 WphG mit Freiheitsstrafe bis zu fünf Jahren oder mit Geldstrafe bestraft, wer entgegen Art. 14 MMVO ein Insidergeschäft tätigt, dies Dritten empfiehlt oder diese dazu anstiftet oder eine Insiderinformation offenlegt. Gemäß § 120 Abs. 2 Nr. 3 WpHG wird die Verbreitung bestimmter Informationen entgegen Art. 15 MMVO in Verbindung mit Art. 12 MMVO als Ordnungswidrigkeit mit einer Geldbuße geahndet.

## Inhalt
Sowohl im Zuschnitt als auch im Anwendungsbereich unterscheidet sich die Insiderliste von den früheren Inhaltsverzeichnissen. Gemeldet werden müssen Personen mit Führungsaufgaben sowie diesen nahe stehende juristische und natürliche Personen. Als nahe stehende Personen gelten Ehepartner, eingetragene Lebenspartner, unterhaltsberechtigte Kinder und andere Verwandte der meldepflichtigen Leitungspersonen, die mit dem Verpflichteten seit mindestens einem Jahr im selben Haushalt leben, sowie juristische Personen, Gesellschaften und sonstige Gemeinschaften, bei denen die vorgenannten Personen Führungsaufgaben wahrnehmen, die von diesen Personen direkt oder indirekt kontrolliert werden, die zugunsten einer solchen Person gegründet wurden oder deren wirtschaftliche Interessen weitgehend denen einer solchen Person entsprechen.
Nach Art. 18 Abs. 3 MMVO umfasst die Insiderliste mindestens die Identität aller Personen, die Zugang zu Insiderinformationen haben, den Grund der Aufnahme in die Insiderliste, das Datum, an dem diese Person Zugang zu Insiderinformationen erlangt hat sowie die entsprechende Uhrzeit und das Datum der Erstellung der Insiderliste.
Die Emittenten führen das Insiderverzeichnis auf unterschiedliche Weise, aber stets in elektronischer Form. Die Verantwortung für die Aktualität des Verzeichnisses liegt normalerweise in der Rechtsabteilung und teilweise im Investor-Relations-Bereich (eher bei kleineren Unternehmen). Unternehmen mit einer eigenen Compliance-Abteilung (z. B. Banken, Finanzdienstleister, Versicherungen) führen das Insiderverzeichnis dort.

## Zweck
Zweck der Insiderlisten ist die erleichterte Überwachung von Insidergeschäften durch die Bankenaufsicht BaFin, aber auch die Identifizierung Verdächtiger durch Strafverfolgungsbehörden wie die Staatsanwaltschaften. Die Insiderliste darf nicht veröffentlicht werden und ist so zu verwahren, dass sie nur den für die Führung des Verzeichnisses Verantwortlichen bzw. Beauftragten zugänglich ist (§ 16 WpAIV).

## International
Die MMVO gilt in allen EU-Mitgliedstaaten. Für das Schweizer Bundesgericht (SBG) stellt der Sachverhalt der Gewinnwarnung keinen Tatbestand des Insider-Delikts im Sinne des Art. 161 Ziff. 3 StGB dar, es sei denn, der Gewinneinbruch sei dergestalt, dass das betroffene Unternehmen zum Sanierungsfall wird. Es stellte fest, dass als vertrauliche Tatsache im Sinne des Insider-Tatbestandes praxisgemäß nur Informationen zählen würden, die sich auf „Veränderungen der internen und externen Struktur“ der Gesellschaft beziehen, wie etwa Unternehmens-Teilungen oder Mehrheits-Übernahmen.